# Miss Brasil Supranational 2014
Miss Brasil Supranational 2014 foi a primeira, e até então única, edição de um concurso de beleza nacional específico para eleger a representante brasileira no certame de Miss Supranational. A competição foi coordenada pelos empresários Luiz Roberto Kauffmann e Rose Gracia. A cidade-sede do espetáculo foi São Paulo, mais precisamente no Shopping Eldorado, sob o comando da Miss Brasil 2012, Gabriela Markus, a Miss São Paulo 2011, Karla Mandro e a Miss Continente Americano 2012, Camila Serakides. Estiveram presentes todos os 26 estados brasileiros e o Distrito Federal com suas respectivas representantes ao título nacional. Raquel Benetti, detentora do título na ocasião, passou a faixa e a coroa para Milla Vieira, representante da Bahia.

## Resultados

### Colocações
| Posição               | Estado e Candidata |
| Vencedora             | - Bahia - Milla Vieira |
| 2º. Lugar             | - Espírito Santo - Anne Volponi |
| 3º. Lugar             | - Minas Gerais - Marina Teixeira |
| 4º. Lugar             | - Rio Grande do Sul - Ana Paula Weber |
| 5º. Lugar             | - Distrito Federal - Jéssica Waldow |
| Top 10 Semifinalistas | - Amapá - Lígia Vieira - Maranhão - Mayara Paitz - Mato Grosso do Sul - Anny Matthews - Rio Grande do Norte - Vanessa Kisiolar - Roraima - Karlla Agne |
| Top 15 Semifinalistas | - Paraíba - Ana Paula Tavares - Pernambuco - Suellen Lara - Rio de Janeiro - Maíra Bullos - Sergipe - Fernanda Lemes - Tocantins - Keytianny Alencar   |

### Prêmio Especial
A candidata mais simpática foi eleita pelas próprias aspirantes ao título:
| Prêmio        | Estado & Candidata              |
| Miss Simpatia | - Tocantins - Keytianny Alencar |

### Ordem dos Anúncios
| 1. Rio Grande do Norte 2. Bahia 3. Rio Grande do Sul 4. Mato Grosso do Sul 5. Minas Gerais 6. Roraima 7. Distrito Federal 8. Pernambuco 9. Paraíba 10. Maranhão 11. Espírito Santo 12. Rio de Janeiro 13. Tocantins 14. Amapá 15. Sergipe | 1. Bahia 2. Distrito Federal 3. Amapá 4. Espírito Santo 5. Rio Grande do Sul 6. Minas Gerais 7. Rio Grande do Norte 8. Roraima 9. Mato Grosso do Sul 10. Maranhão | 1. Bahia 2. Distrito Federal 3. Minas Gerais 4. Rio Grande do Sul 5. Espírito Santo |  |

## Programação Musical
Músicas que foram tocadas durante as etapas do concurso:
- Abertura: Just the Way You Are (de Barry White).

- Desfile de Gala: Blue Jeans e Dark Paradise (de Lana Del Rey).

- Desfile de Biquini: Radioactive (de Imagine Dragons), Counting Stars (de OneRepublic) e Numb (de Linkin Park).

- Vídeos: Sun is Coming Up for Us (de DJ Memê).

- Final Look: Pompeii (de Bastille).

## Jurados
Ajudaram a eleger a campeã:
1. Luiz Tripolli, fotógrafo;
2. Walley Vetage, empresário;
3. Paulo Campos, empresário;
4. Diego Fonsêca, empresário;
5. Lívia Nepomuceno, miss e modelo;
6. Giselle Juvêncio, designer de interiores;
7. Drª. Alexandra Bononi, médica dermatologista;
8. Drº. Frederico Hori, cirurgião-dentista;
9. Roberto Freitas, empresário;
10. Sueli Barbosa, empresária;
11. Geovana Azu, empresária;
12. Deise Garcia, empresária;

## Candidatas
Disputaram o título este ano:
| Estado              | Candidata          | I  | A    | Origem               |
| Acre                | Jéssica Maia       | 19 | 1.75 | Rio Branco, AC       |
| Alagoas             | Letícia Daher      | 20 | 1.77 | Passos, MG           |
| Amapá               | Lígia Vieira       | 24 | 1.75 | Ribeirão Preto, SP   |
| Amazonas            | Lílian Lopes       | 22 | 1.74 | São Bento do Sul, SC |
| Bahia               | Milla Vieira       | 23 | 1.78 | São Paulo, SP        |
| Ceará               | Bárbara Kronitzkÿ  | 20 | 1.80 | Rolante, RS          |
| Distrito Federal    | Jéssica Waldow     | 25 | 1.72 | São Leopoldo, RS     |
| Espírito Santo      | Anne Volponi       | 23 | 1.78 | Viana, ES            |
| Goiás               | Isabella Menin     | 17 | 1.80 | Marília, SP          |
| Maranhão            | Mayara Paitz       | 25 | 1.78 | Araras, SP           |
| Mato Grosso         | Geovana Bertolini  | 25 | 1.78 | Cuiabá, MT           |
| Mato Grosso do Sul  | Anny Matthews      | 18 | 1.77 | Jales, SP            |
| Minas Gerais        | Marina Teixeira    | 21 | 1.77 | Belo Horizonte, MG   |
| Pará                | Nathalia Borsari   | 20 | 1.73 | São Paulo, SP        |
| Paraíba             | Ana Paula Tavares  | 21 | 1.76 | Estiva, MG           |
| Paraná              | Lohainna Chiareli  | 18 | 1.76 | Cianorte, PR         |
| Pernambuco          | Suellen Lara       | 20 | 1.72 | Itapetininga, SP     |
| Piauí               | Aline Mugnaini     | 20 | 1.78 | Limeira, SP          |
| Rio de Janeiro      | Maíra Bullos       | 23 | 1.74 | Barra Mansa, RJ      |
| Rio Grande do Sul   | Ana Paula Weber    | 18 | 1.75 | São Gabriel, RS      |
| Rio Grande do Norte | Vanessa Kisiolar   | 21 | 1.76 | Canoas, RS           |
| Rondônia            | Sara Alves         | 24 | 1.73 | Atibaia, SP          |
| Roraima             | Karlla Agne        | 24 | 1.77 | Vila Velha, ES       |
| Santa Catarina      | Fernanda Wisnheski | 25 | 1.78 | São Paulo, SP        |
| São Paulo           | Francine Pantaleão | 24 | 1.79 | Jaú, SP              |
| Sergipe             | Fernanda Lemes     | 18 | 1.72 | Poços de Caldas, MG  |
| Tocantins           | Keytianny Alencar  | 24 | 1.83 | Palmas, TO           |